# New Orleans (musikalbum)
New Orleans är det nionde studioalbumet av Bo Kaspers orkester, utgivet 20 oktober 2010 på Sony/Columbia. Albumet är inspelat i New Orleans.

## Låtlista
All musik av Bo Kaspers orkester; textförfattare inom parentes.
1. "Kom och håll om mig" – 4:11
2. "Låt mig komma in" (Bo Sundström/David Nyström) – 3:47
3. "Cirkus" – 3:12
4. "Ännu en dag" – 3:47
5. "Tiden läker ingenting" (Tomas Andersson Wij) – 3:36
6. "En sländas andetag" – 4:16
7. "Stället som jag kommer från" – 2:58
8. "Morgonfågel" – 2:45
9. "Vad vi än gör" – 4:28
10. "Aldrig igen" – 3:30
11. "När det börjar tar det aldrig slut" – 3:14

## Medverkande
Bo Kaspers orkester
- Bo Kasper – sång, gitarr
- Michael Malmgren – bas
- Fredrik Dahl – trummor
- Mats Schubert – keyboard, gitarr

## Listplaceringar
| Lista (2010–11) | Topplacering |
| --------------- | ------------ |
| Sverige         | 1            |
| Norge           | 8            |
| Finland         | 8            |